# Gran Sinagoga de Marsella
La Gran Sinagoga de Marsella (en francés: Grande Synagogue de Marseille) es la sinagoga más grande de Marsella. Se encuentra cerca de la calle Breteuil, en el distrito 6, y es el centro religioso de los judíos de Marsella, que es la comunidad judía más grande del Mediterráneo fuera de Israel con 75.000 miembros. En 1855, la construcción de la sinagoga fue aprobada por el consistorio. En 1860, el ministerio de religión aprobó los planes del arquitecto Nathan Salomon. La sinagoga fue construida en 1863. Al año siguiente, en 1864, el templo fue inaugurado. En 2007, el templo fue clasificado como monumento histórico.